# Hypoxylon monticulosum
Hypoxylon monticulosum är en svampart som beskrevs av Mont. 1856. Hypoxylon monticulosum ingår i släktet Hypoxylon och familjen kolkärnsvampar.   Inga underarter finns listade i Catalogue of Life.